# Brücken (Helme)
Brücken (Helme) is een plaats en voormalige gemeente in de Duitse deelstaat Saksen-Anhalt, en maakt deel uit van de Landkreis Mansfeld-Südharz.
Brücken (Helme) telt 923 inwoners.
Sinds 1 januari 2009 is het een onderdeel van de gemeente Brücken-Hackpfüffel geworden.